# Alien (dal)
Az Alien Britney Spears amerikai énekesnő egyik dala a Britney Jean című nyolcadik stúdióalbumából. A dalt  William Orbit, Ana Diaz, Dan Traynor, Anthony Prestonz és Britney írta.  Az "Alien" egy középtempójú dance pop-szám, a dalszöveg az énekesnő magányos érzéseiről szól. A zenekritikusok elismert dalnak tartják. Britney az I Am Britney Jean: Britney Spears c. dokumentumfilmjében utalt arra, hogy a dal megjelenik kislemezként, végül nem jelent meg.

## Élő előadások
Britney néhány alkalommal előadta a dalt a Britney: Piece of Me rezidenskoncertjén.

## Slágerlistás helyezések
| Chart (2013–14)                               | Peak position |
| --------------------------------------------- | ------------- |
| Franciaország (Single Top 100)                | 147           |
| US Bubbling Under Hot 100 Singles (Billboard) | 8             |

1. ↑  "Lescharts.com – Britney Spears – Alien" (francia nyelven). Les classement single.   (Hozzáférés ideje: 2013. december 23.)
2. ↑   "Britney Spears Chart History (Bubbling Under Hot 100)". Billboard.   (Hozzáférés ideje: 2014. július 17.)